# Cryptocoryne hudoroi
Cryptocoryne hudoroi là một loài thực vật có hoa trong họ Ráy (Araceae). Loài này được Bogner & N.Jacobsen mô tả khoa học đầu tiên năm 1985.